# 인터내셔널 슈 대 워싱턴 사건
인터내셔널 슈 대 워싱턴 판결(International Shoe Co. v. Washington), 326 U.S. 310 (1945)은 미국 연방 대법원의 유명 판례이다. 미국 민사소송법에서 주간 관할권을 확립한 사건으로 유명하다.

## 주요 사실
International Shoe Co.는 미국의 델라웨어주에서 설립된 법인으로 워싱턴주에 전시장을 소유하고 관리사원을 두며 신발주문을 받았다. 워싱턴 주에는 실업보상법이 있는데 International Shoe는 워싱턴 주법에 따라 실업보상기금을 납부하지 않았다. 이에 워싱턴 주가 이에 대해 소송을 제기하자 International Shoe가 워싱턴주 법원에서 주법에 따라 재판을 받는지가 쟁점이 되었다. 또한 크게 이 점이 연방 헌법에 보장되어 있는 적법절차에 저촉이 되는지도 쟁점이 되었다.

## 법적 쟁점
다른 주의 기업이 어떤 주에서 소송을 당하려면 그 기업이 그 주와 어떤 수준의 관계하에 있어야 하는가?

## 판결
사건에서 피고는 "'전통적인 공평함과 실질적인 정의(traditional notions of fair play and substantial justice)'에 저촉되지 않는 최소 접촉관계를 가졌다고 본다." International Shoe Co.가 워싱턴 주에서 상당한 규모의 사업활동을 펼쳤고 주의 보호하에서 권익을 누렸으므로 관할권은 합헌이다. 법원은 피고가 주에서 조직적이고 계속적인 활동을 하는 경우 그 주가 피고에 대해 관할권을 행사하는 근거가 될 수 있다고 하였으며 그런 활동이 없을시 그 주에서 소의 원인이 발생할 경우 관할권이 생길 수 있다고 하였다.

## 평석
이 판결이 있기 전에는 피고가 법인인 경우에도 주(州)내 존재의 의제 또는 관할의 묵시적 동의에 의해서만 재판관할권이 인정되었는데 1945년 본 판결을 계기로 ‘최소한의 관련성’을 요구함으로써 탄력적이고 유연한 관할결정의 계기를 마련하였으며, 재판관할권이 획기적으로 확대되었고 그에 대한 근거로 공평과 실질적 정의의 전통적 관념에 반하지 않는 최소한의 관련만 있으면 대인적 재판관할권을 인정한다는 유연한 기준을 내세웠다. 이러한 최소관련성의 기준에 따라 그 이후 미국의 각 주는 최소한의 관련만 있으면 관할을 최대한 인정하는 Long Arm Statute라고 불리는 법률을 제정하였다.